# سوزان باترسون
سوزان باترسون (بالإنجليزية: Susan Patterson)‏ هي متزحلقة أمريكية، ولدت في 11 أكتوبر 1955 في سون فالي في الولايات المتحدة.

## وصلات خارجية
- سوزان باترسون على موقع الاتحاد الدولي للتزلج (التزلج على المنحدرات الثلجية) (الإنجليزية)
- سوزان باترسون على موقع أوليمبيديا (الإنجليزية)